# Шибаев, Михаил Петрович
Михаи́л Петро́вич Шиба́ев (14 ноября 1916 — 23 октября 1985) — советский военнослужащий, участник Великой Отечественной войны, командир взвода пешей разведки 120-го стрелкового полка 69-й Краснознамённой Севской стрелковой дивизии 65-й армии Центрального фронта, старший сержант, Герой Советского Союза.

## Биография
Родился 1 ноября 1916 года в селе Чернозерье ныне Мокшанского района Пензенской области в крестьянской семье. Окончил 3 класса. Работал маляром в столице Узбекистана — городе Ташкенте.
В Красную Армию призван в январе 1942 года Фрунзенским райвоенкоматом города Ташкента Узбекской ССР. В действующей армии с апреля 1942 года.
Командир взвода пешей разведки 120-го стрелкового полка старший сержант Михаил Шибаев 15 октября 1943 года одним из первых форсировал Днепр в районе посёлка городского типа Радуль Репкинского района Черниговской области УССР. Будучи раненым и потерявшим много крови, без перевязки, он, продолжал бой до полной очистки траншеи. Своими смелыми действиями старший сержант Шибаев способствовал закреплению десантной группы на достигнутом рубеже, а также переправе остальных подразделений полка.
Указом Президиума Верховного Совета СССР от 30 октября 1943 года за образцовое выполнение боевых заданий командования и проявленные при этом мужество и героизм старшему сержанту Шибаеву Михаилу Петровичу присвоено звание Героя Советского Союза с вручением ордена Ленина и медали «Золотая Звезда».
После войны некоторое время продолжал службу в Вооруженных Силах СССР. В 1946 году окончил Ташкентское пехотное Краснознамённое ордена Красной Звезды училище имени В. И. Ленина. Демобилизовавшись из армии, М. П. Шибаев работал начальником цеха на хлебокомбинате в городе Карши Кашкадарьинской области Узбекской ССР. Член ВКП(б)/КПСС с 1950 года. Скончался 23 октября 1985 года. Похоронен на Аллее Героев Воинского кладбища в Ташкенте.
Награждён орденами Ленина, Красного Знамени, Отечественной войны 1-й и 2-й степеней, медалями «За отвагу», «За боевые заслуги» и другими.